# Izenave
À ne pas confondre avec Vieu-d'Izenave, une autre commune de l'Ain.
Izenave est une commune française, située dans le département de l'Ain en région Auvergne-Rhône-Alpes.

## Géographie
Village situé dans la partie méridionale de la Combe du Val. Le village est traversé par le Borrey, formé par deux autres ruisseaux: le bief Sommière venu de Rougemont et la Jarine venu du val d'Aranc. Cette dernière alimente la cascade du Moulin de Merlet. 
Cette partie de la combe du val est enserrée entre deux barrières montagneuse. À l'ouest, la chaîne de l'Avocat (1 011 mètres) ; à l'est, le crêt de Chatillon avec la forêt du Limand, le bois de la Veillière, des lingnières, du mollard Granger et de la Bordellière.

### Climat
Pour des articles plus généraux, voir Climat d'Auvergne-Rhône-Alpes et Climat de l'Ain.
En 2010, le climat de la commune est de type climat de montagne, selon une étude du CNRS s'appuyant sur une série de données couvrant la période 1971-2000. En 2020, Météo-France publie une typologie des climats de la France métropolitaine dans laquelle la commune est exposée à un climat de montagne ou de marges de montagne et est dans la région climatique Jura, caractérisée par une forte pluviométrie en toutes saisons (1 000 à 1 500 mm/an), des hivers rigoureux et un ensoleillement médiocre.
Pour la période 1971-2000, la température annuelle moyenne est de 8,8 °C, avec une amplitude thermique annuelle de 16,7 °C. Le cumul annuel moyen de précipitations est de 1 620 mm, avec 11,3 jours de précipitations en janvier et 8,5 jours en juillet. Pour la période 1991-2020, la température moyenne annuelle observée sur la station météorologique de Météo-France la plus proche, « Vieu », sur la commune de Vieu-d'Izenave à 5 km à vol d'oiseau, est de 9,4 °C et le cumul annuel moyen de précipitations est de 1 610,3 mm,. Pour l'avenir, les paramètres climatiques de la commune estimés pour 2050 selon différents scénarios d'émission de gaz à effet de serre sont consultables sur un site dédié publié par Météo-France en novembre 2022.

## Urbanisme

### Typologie
Au 1er janvier 2024, Izenave est catégorisée commune rurale à habitat dispersé, selon la nouvelle grille communale de densité à 7 niveaux définie par l'Insee en 2022.
Elle est située hors unité urbaine et hors attraction des villes,.

### Occupation des sols
L'occupation des sols de la commune, telle qu'elle ressort de la base de données européenne d’occupation biophysique des sols Corine Land Cover (CLC), est marquée par l'importance des forêts et milieux semi-naturels (69 % en 2018), une proportion sensiblement équivalente à celle de 1990 (68,8 %). La répartition détaillée en 2018 est la suivante : 
forêts (66 %), prairies (21,1 %), terres arables (7,5 %), milieux à végétation arbustive et/ou herbacée (3 %), zones urbanisées (2,1 %), zones agricoles hétérogènes (0,3 %).
L'évolution de l’occupation des sols de la commune et de ses infrastructures peut être observée sur les différentes représentations cartographiques du territoire : la carte de Cassini (XVIIIe siècle), la carte d'état-major (1820-1866) et les cartes ou photos aériennes de l'IGN pour la période actuelle (1950 à aujourd'hui).

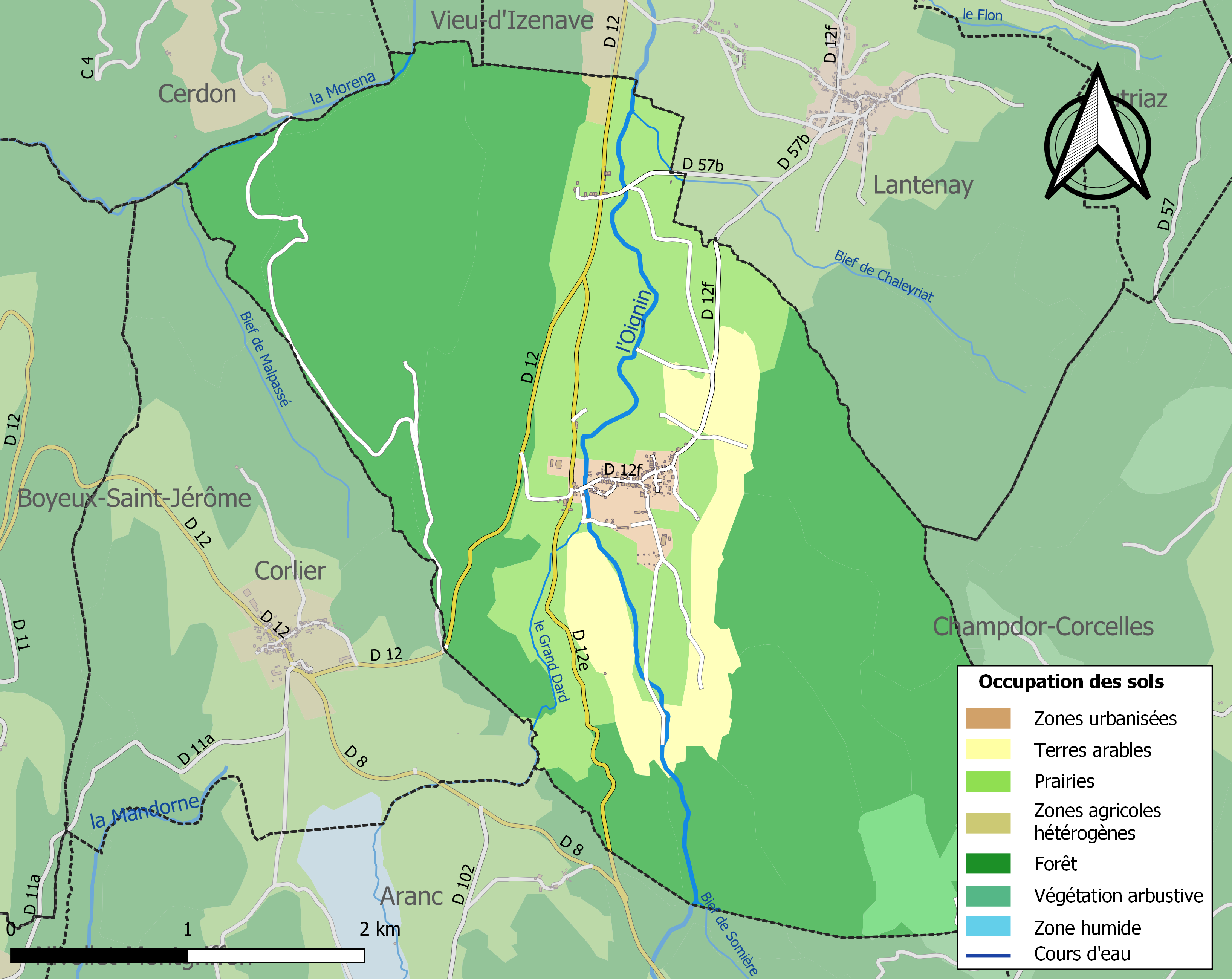
Carte des infrastructures et de l'occupation des sols de la commune en 2018 (CLC).

## Histoire
Village mentionné dès le XIIe siècle. Il apparait en 1164. La seigneurie appartenait aux sires de Coligny puis aux Thoire-et-Villars. Berthier de Rougemont en fait l'acquisition en 1301. Une maison forte exista dans l'est du village. Elle fut incendiée par son propriétaire le 24 août 1789 (le baron, apprenant l'abolition des privilèges, perdit la raison et brûla la maison forte). Celle-ci a été bâtie par Guillaume de Rougemont. Le château de Vellière est sur cette commune, Aimon de Rougemont en fait hommage après 1306 (Peincedé volume 20, page 64, vue 70 : "en marge [il] est dit que le chateau de la Veliere est en la valée de Rougemont et a été construit depuis la date de cette lettre", soit après 1306) et dont il reste des ruines. Dans cette bâtisse se succédèrent les Luyrieux, Sénozan, Moyriat.

## Toponymie
Il existe différentes interprétations à propos de l'origine du nom du village. Elle serait peut-être un composé de la racine pré-latine is = eau et de nana = plaine encaissée. Une autre  interprétation prétend qu'izenave tirerait son nom de la déesse Isis. En effet, le culte d'Isis aurait été apporté par les Rhodiens et les massillies. Ces négociants grecs ont commercé dans la région du Buggy, qu'ils considéraient comme lucratif. C'est pour cela qu'ils auraient bâti des temples à l'honneur d'Isis à Izenave, Izernore et Izieu.
Dans un ouvrage de 2021, le linguiste Jacques Lacroix propose une autre hypothèse : le nom de la ville serait issu d'une composition gauloise *Īsinavā, ayant désigné un lieu de la « Basse Frontière ». Le village se situait auparavant vers la limite est-sud-est des Ambarres avec l'extrémité sud des Séquanes, ou inversement. Cette localité est d'ailleurs attesté sous la formes Ysinava en 1299.

## Politique et administration

### Découpage territorial
La commune d'Izenave est membre de l'intercommunalité Haut-Bugey Agglomération, un établissement public de coopération intercommunale (EPCI) à fiscalité propre créé le 1er janvier 2014 dont le siège est à Oyonnax. Ce dernier est par ailleurs membre d'autres groupements intercommunaux.
Sur le plan administratif, elle est rattachée à l'arrondissement de Nantua, au département de l'Ain et à la région Auvergne-Rhône-Alpes. Sur le plan électoral, elle dépend du canton de Plateau d'Hauteville pour l'élection des conseillers départementaux, depuis le redécoupage cantonal de 2014 entré en vigueur en 2015, et de la cinquième circonscription de l'Ain pour les élections législatives, depuis le dernier découpage électoral de 2010.

### Administration municipale
| Période                                  | Période   | Identité       | Étiquette | Qualité |
| ---------------------------------------- | --------- | -------------- | --------- | ------- |
| juin 1995                                | mars 2001 | Jacques Quelin |           |         |
| mars 2001                                | 2014      | Michel Mathieu |           |         |
| mars 2014                                | En cours  | Thierry Druet  |           |         |
| Les données manquantes sont à compléter. |           |                |           |         |

## Démographie
L'évolution du nombre d'habitants est connue à travers les recensements de la population effectués dans la commune depuis 1793. Pour les communes de moins de 10 000 habitants, une enquête de recensement portant sur toute la population est réalisée tous les cinq ans, les populations de référence des années intermédiaires étant quant à elles estimées par interpolation ou extrapolation. Pour la commune, le premier recensement exhaustif entrant dans le cadre du nouveau dispositif a été réalisé en 2007.
En 2022, la commune comptait 159 habitants, en évolution de −1,85 % par rapport à 2016 (Ain : +5,15 %, France hors Mayotte : +2,11 %).
| 1793 | 1800 | 1806 | 1821 | 1831 | 1836 | 1841 | 1846 | 1851 |
| ---- | ---- | ---- | ---- | ---- | ---- | ---- | ---- | ---- |
| 537  | 473  | 529  | 514  | 451  | 460  | 448  | 441  | 464  |

| 1856 | 1861 | 1866 | 1872 | 1876 | 1881 | 1886 | 1891 | 1896 |
| ---- | ---- | ---- | ---- | ---- | ---- | ---- | ---- | ---- |
| 437  | 402  | 409  | 388  | 337  | 341  | 357  | 306  | 297  |

| 1901 | 1906 | 1911 | 1921 | 1926 | 1931 | 1936 | 1946 | 1954 |
| ---- | ---- | ---- | ---- | ---- | ---- | ---- | ---- | ---- |
| 282  | 288  | 237  | 191  | 203  | 229  | 213  | 228  | 203  |

| 1962 | 1968 | 1975 | 1982 | 1990 | 1999 | 2006 | 2007 | 2012 |
| ---- | ---- | ---- | ---- | ---- | ---- | ---- | ---- | ---- |
| 177  | 169  | 138  | 117  | 130  | 146  | 151  | 152  | 169  |

| 2017 | 2022 | - | - | - | - | - | - | - |
| ---- | ---- | - | - | - | - | - | - | - |
| 156  | 159  | - | - | - | - | - | - | - |

## Culture et patrimoine

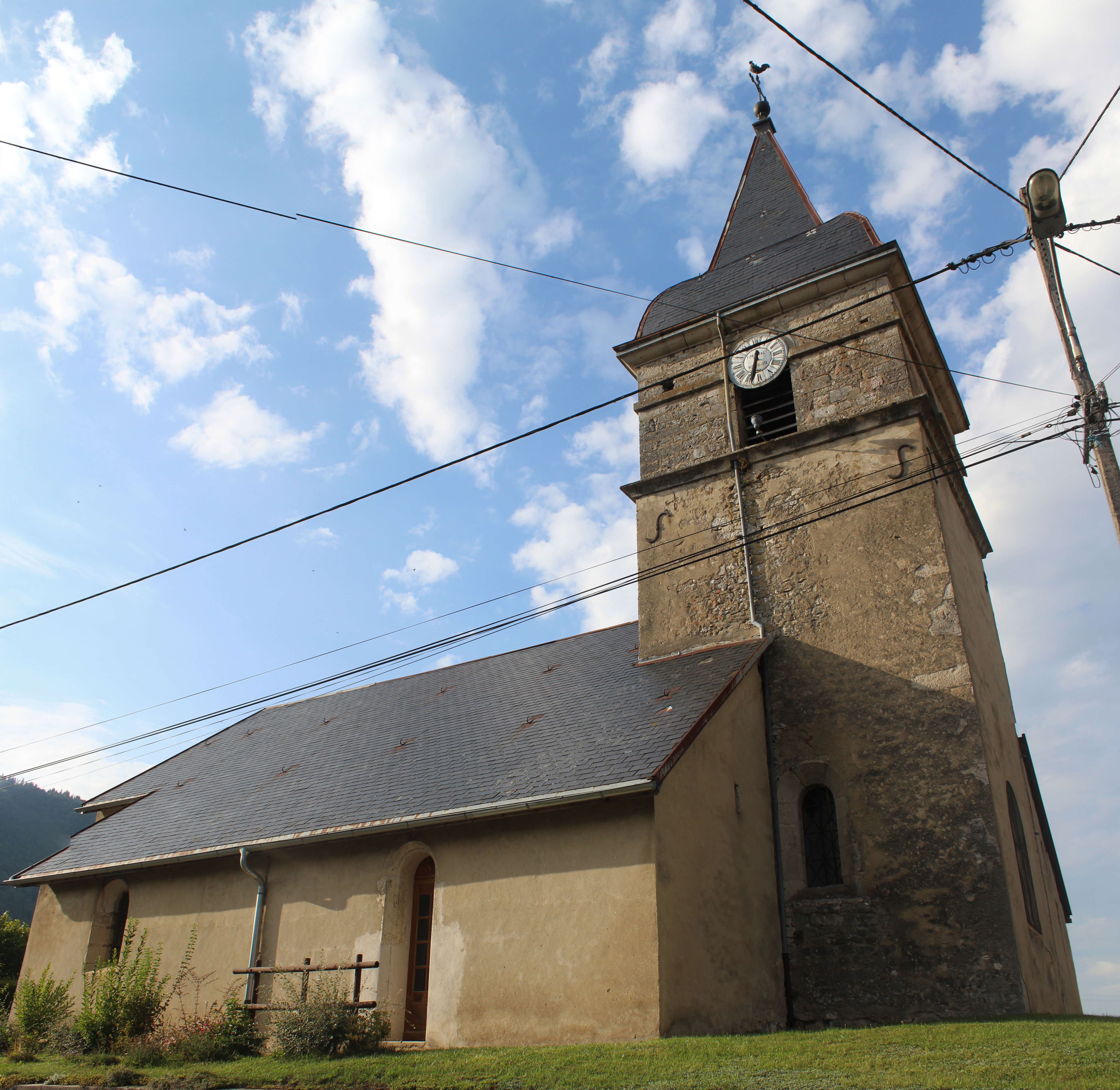
Église Saint-Jean-Baptiste.

### Lieux et monuments
- Ruines du château de Vellière.
- Cascade du Moulin de Merlet.
- Église Saint-Jean-Baptiste.

## Héraldique
| Blason de Izenave | Blason  | De gueules à la colonne d'argent à l'antique, chaussé de sinople. |
| Blason de Izenave | Détails |                                                                   |